# ヨーロッパモミ

ヨーロッパモミ Abies alba の自然分布図

ヨーロッパモミ（欧羅巴樅、学名：Abies alba）は、マツ科モミ属の常緑針葉樹である。ルーマニアからスイス・フランスに至るヨーロッパ中央部の広い範囲と、スペインのピレネー山脈等に分布。別名、白モミ。

## 特徴
ヨーロッパの南部から中部、西部の山岳地帯（ピレネー山脈やアルプス山脈、カルパティア山脈など）に分布し、特に山陰に生育する。
ヨーロッパの樹木としては最も高く、樹高は60 - 80メートル (m) にも達するものもある。幹径は2 m以上になり、樹齢500年に達するものもある。枝は水平に出る。

## 名前
ドイツ語名はWeiß-Tanne（白いモミ）、種小名albaは「白い」の意味